# Ґурчан (Марказі)
Ґурчан (перс. گورچان) — село в Ірані, у дегестані Хенеджін, в Центральному бахші, шахрестані Коміджан остану Марказі. За даними перепису 2006 року, його населення становило 466 осіб, що проживали у складі 115 сімей.

## Клімат
Середня річна температура становить 11,69°C, середня максимальна – 31,41°C, а середня мінімальна – -10,74°C. Середня річна кількість опадів – 272 мм.
| Клімат поселення                              | Клімат поселення | Клімат поселення | Клімат поселення | Клімат поселення | Клімат поселення | Клімат поселення | Клімат поселення | Клімат поселення | Клімат поселення | Клімат поселення | Клімат поселення | Клімат поселення | Клімат поселення |
| Показник                                      | Січ.             | Лют.             | Бер.             | Квіт.            | Трав.            | Черв.            | Лип.             | Серп.            | Вер.             | Жовт.            | Лист.            | Груд.            |                  |
| Середній максимум, °C                         | 6,23             | 8,18             | 13,00            | 18,89            | 23,46            | 29,90            | 31,41            | 30,27            | 25,77            | 20,12            | 12,97            | 7,34             |                  |
| Середня температура, °C                       | −2,26            | −0,32            | 4,52             | 10,40            | 14,97            | 21,41            | 25,34            | 24,24            | 19,72            | 14,07            | 6,92             | 1,29             |                  |
| Середній мінімум, °C                          | −10,74           | −8,8             | −3,96            | 1,90             | 6,49             | 12,92            | 19,31            | 18,20            | 13,67            | 8,02             | 0,89             | −4,76            |                  |
| Норма опадів, мм                              | 39               | 36               | 48               | 38               | 33               | 5                | 1                | 1                | 0                | 10               | 24               | 37               |                  |
| Середньомісячна швидкість вітру, м/с          | 1.86             | 2.36             | 3.12             | 3.21             | 2.80             | 2.50             | 2.61             | 2.43             | 2.21             | 2.18             | 1.72             | 1.74             |                  |
| Середньомісячна сонячна радіація, кДж/м²·день | 8588             | 11695            | 14449            | 17981            | 22017            | 26717            | 26027            | 23931            | 20597            | 15028            | 10635            | 8574             |                  |
| --------------------------------------------- | ---------------- | ---------------- | ---------------- | ---------------- | ---------------- | ---------------- | ---------------- | ---------------- | ---------------- | ---------------- | ---------------- | ---------------- | ---------------- |
| Джерело:                                      |                  |                  |                  |                  |                  |                  |                  |                  |                  |                  |                  |                  |                  |